# Rahel Varnhagen
Rahel Antonie Friederike Varnhagen nata Levin, in seguito Robert (Berlino, 19 maggio 1771 – Berlino, 7 marzo 1833) è stata una scrittrice tedesca che ospitò uno dei salotti letterari più importanti d'Europa tra la fine del XVIII e l'inizio del XIX secolo.
È il soggetto della celebre biografia intitolata Rahel Varnhagen del 1957 scritta da Hannah Arendt. Le è stato dedicato l'asteroide 100029 Varnhagen.

## Biografia e opere
Rahel Levin nacque in una famiglia ebraica a Berlino. Suo padre, un ricco gioielliere, era un uomo volitivo e autoritario. Divenne amica intima di Dorothea e Henriette, le figlie del filosofo Moses Mendelssohn, tramite le quali conobbe Henriette Herz, con la quale strinse un legame che sarebbe durato per tutta la vita, muovendosi nelle stesse sfere intellettuali. Insieme a Henriette Herz e sua cugina Sara Grotthuis, ospitò uno dei più famosi salotti letterari di Berlino del 1800. La sua casa divenne il punto d'incontro di artisti, poeti e intellettuali come Schlegel, Schelling, Steffens, Schack, Schleiermacher, Alexander e Wilhelm von Humboldt, Motte Fouqué, Baron Brückmann, Ludwig Tieck, Jean Paul e Friedrich Gentz. Durante una visita a Carlsbad nel 1795 fu presentata a Goethe, che incontrò di nuovo a Francoforte sul Meno nel 1815.
A partire dal 1806 visse a Parigi,  a Francoforte sul Meno, ad Amburgo, a Praga e a Dresda. Fu un periodo poco propizio per la Germania: la Prussia fu ridotta a un piccolo regno e il suo re fu cacciato in esilio. Società segrete si formarono in ogni parte del paese con l'obiettivo di respingere la tirannia di Napoleone, e anche la Levin prese parte alla causa.
Nel 1814 sposò il biografo Karl August Varnhagen von Ense a Berlino, dopo essersi convertita al cristianesimo. Al momento del loro matrimonio, suo marito, che aveva combattuto nell'esercito austriaco contro i francesi, apparteneva al corpo diplomatico prussiano e la loro casa a Vienna divenne un luogo di incontro per i delegati prussiani del Congresso di Vienna. Nel 1815 accompagnò suo marito a Vienna, e poi a Karlsruhe nel 1816, dove divenne un rappresentante prussiano. Ritornò a Berlino nel 1819, quando suo marito si ritirò dalla sua posizione diplomatica.
Sebbene non sia mai stata autrice di un libro importante, Rahel Varnhagen è ricordata sia per l'intensità che per la varietà della sua corrispondenza. Sono sopravvissute seimila lettere, su una stima di diecimila lettere scritte da lei nel corso della sua vita. Alcuni dei suoi saggi sono stati pubblicati su Das Morgenblatt, Das Schweizerische Museum e Der Gesellschafter; nel 1830 il suo Denkblätter einer Berlinerin fu pubblicato a Berlino. Suo marito Karl August curò e pubblicò la sua corrispondenza nei vent'anni successivi alla sua morte. La sua corrispondenza con il medico David Veit e con Karl August fu pubblicata a Lipsia, rispettivamente nel 1861 e nel 1874-1875.
Rahel Varnhagen morì a Berlino nel 1833. La sua tomba si trova nel Dreifaltigkeitsfriedhof I Berlin-Kreuzberg. Suo marito pubblicò due volumi commemorativi dopo la sua morte contenenti selezioni dal suo lavoro: Rahel, ein Buch des Andenkens für ihre Freunde e Galerie von Bildnissen aus Rahels Umgang.

## Rapporti con l'ebraismo
Secondo l'Enciclopedia ebraica (1906), Rahel mostrò sempre il più grande interesse per i suoi ex correligionari, tentando con parole e azioni di migliorare la loro posizione, specialmente durante l'esplosione antisemita in Germania nel 1819. Il giorno del suo funerale Varnhagen inviò una considerevole somma di denaro ai poveri ebrei di Berlino.

Il giornalista israeliano Amos Elon scrisse a proposito di Rahel Varnhagen nel suo libro del 2002, Il peccato di tutto: una storia degli ebrei in Germania, 1743-1933 : 
 Il marito di Rahel pubblicò un resoconto della sua scena sul letto di morte, che Amos Elon ha descritto come "stilizzata e possibilmente sovradimensionata", comprese le sue presunte ultime parole: 
 Suo fratello era il poeta Ludwig Robert, con il quale corrispondeva ampiamente. Sua sorella Rosa sposò Karel Asser.